# Hibonit
Hibonit ist ein selten vorkommendes Mineral aus der Mineralklasse der „Oxide und Hydroxide“ mit der idealisierten chemischen Zusammensetzung CaAl12O19 und damit chemisch gesehen ein Calcium-Aluminium-Oxid.
Hibonit kristallisiert im hexagonalen Kristallsystem und entwickelt meist tafelige, seltener auch prismatische Kristalle in den Farben braun, schwarz und rotbraun. Seine Mohshärte beträgt 7,5 bis 8 und seine gemessene Dichte 3,84 g/cm³.

## Etymologie und Geschichte
Erstmals entdeckt wurde Hibonit 1956 in der eluvialen Lagerstätte von Esiva bei Maromby, im Bezirk Amboasary, Region Anosy (Fort Dauphin) in der Provinz Toliara auf Madagaskar und beschrieben durch Curien, Guillemin, Orcel und Sternberg. Benannt wurde es nach seinem Entdecker Paul Hibon.

## Klassifikation
In der veralteten 8. Auflage der Mineralsystematik nach Strunz gehörte der Hibonit zur Mineralklasse der „Oxide und Hydroxide“ und dort zur Abteilung „M2O3- und verwandte Verbindungen“, wo er gemeinsam mit Högbomit-Reihe und Magnetoplumbit sowie im Anhang mit Plumboferrit in der „β-Korund-Magnetoplumbit-Gruppe“ mit der Systemnummer IV/C.05 steht.
In der zuletzt 2018 überarbeiteten Lapis-Systematik nach Stefan Weiß, die formal auf der alten Systematik von Karl Hugo Strunz in der 8. Auflage basiert, erhielt das Mineral die System- und Mineralnummer IV/C.08-030. Dies entspricht der Klasse der „Oxide und Hydroxide“ und dort der Abteilung „Oxide mit dem Stoffmengenverhältnis Metall : Sauerstoff = 2 : 3 (M2O3 und verwandte Verbindungen)“, wo Hibonit zusammen mit Barioferrit, Bartelkeit, Batiferrit, Chihuahuait, Diaoyudaoit, Haggertyit, Hawthorneit, Lindqvistit, Magnetoplumbit, Nežilovit, Otjisumeit, Plumboferrit, Yimengit und Zenzénit die „Magnetoplumbitgruppe“ mit der Systemnummer IV/C.08 bildet.
Die von der International Mineralogical Association (IMA) zuletzt 2009 aktualisierte 9. Auflage der Strunz’schen Mineralsystematik ordnet den Hibonit in die Klasse der „Oxide (Hydroxide, V[5,6]-Vanadate, Arsenite, Antimonite, Bismutite, Sulfite, Selenite, Tellurite, Iodate)“ und dort in die Abteilung „Metall : Sauerstoff = 2 : 3, 3 : 5 und vergleichbare“ ein. Hier ist das Mineral in der Unterabteilung „Mit großen und mittelgroßen Kationen“ zu finden, wo es zusammen mit Batiferrit, Barioferrit, Diaoyudaoit, Haggertyit, Hawthorneit, Lindqvistit, Magnetoplumbit, Nežilovit, Plumboferrit und Yimengit die „Magnetoplumbitgruppe“ mit der Systemnummer 4.CC.45 bildet.
In der vorwiegend im englischen Sprachraum gebräuchlichen Systematik der Minerale nach Dana hat Hibonit die System- und Mineralnummer 07.04.01.01. Das entspricht der Klasse der „Oxide und Hydroxide“ und dort der Abteilung „Mehrfache Oxide“. Hier findet er sich innerhalb der Unterabteilung „Mehrfache Oxide mit O19-Gruppen“ in der Gruppe „(Hexagonal, P63/mmc)“, in der auch Yimengit und Hawthorneit eingeordnet sind.

## Kristallstruktur
Hibonit kristallisiert hexagonal in der Raumgruppe P63/mmc (Raumgruppen-Nr. 194) mit den Gitterparametern a = 5,613 Å und c = 22,285 Å sowie zwei Formeleinheiten pro Elementarzelle.

## Eigenschaften
Wie viele Seltenerdminerale enthält auch Hibonit Spuren von Uran und Thorium. Aus diesem Grund wird er als schwach radioaktiv eingestuft. Er weist eine spezifische Aktivität von etwa 88,2 Bq/g (zum Vergleich: natürliches Kalium 31,2 Bq/g).

## Bildung und Fundorte
Hibonit bildet sich metamorph in Granulit, Gneis, Kalkstein oder Pyroxenit. Kalzium- und aluminiumreiche Hiboniteinschlüsse kommen auch in primitiven Meteoriten als präsolares Mineral vor.

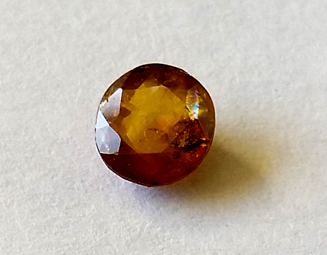
Hibonit, 0.40ct, Mogok Myanmar

Weltweit konnte Hibonit bisher an 23 Fundorten nachgewiesen werden, so unter anderem in der Tanezrouft-Wüste der algerischen Sahara; bei Charleroi in Belgien; bei Xingtai in China; in der israelischen Wüste Negev; im Efremovka-Meteorit in Kasachstan; im Tagish-Lake-Meteorit in Kanada und in Madagaskar; in der Provinz Chihuahua in Mexiko; in der „Søve Mine“ in der norwegischen Provinz Telemark; in den fernöstlichen und west-sibirischen Regionen von Russland; am Krymka-Meteoriten in der Ukraine; Kentucky und Utah in den USA sowie in Süd-Jemen.